# Ottawan
Az Ottawan egy francia pop-duó, mely a korai 80-as évek elején alakult. Frontembere a karibi származású Jean Patrick Baptiste, és Annette Eltice. A dalok szerzői, és producerei Daniel Vangarde és Jean Kluger voltak. 1982-ben szünet következett, majd új felállásban, 1984-ben indult újra. Tamara lépett Anette helyére, valamint a szólóból visszatérő Baptiste. A zenekar különböző felállásokkal és hosszabb szünetekkel 2012-ig működött.

## Karrier
A duó 1979-ben alakult, melyet Daniel Vangarde és Jean Klaude alapította. Frontembere Jean Patrick Baptiste, és az énekesnő Annette. Kluger és Vangarde szintén érdekelt volt a Gibson Brothers és Sheila B. Devotion karrierjében is. Nekik is írtak dalokat.
Az Egyesült Királyságban a D.I.S.C.O című kislemez 1980 szeptemberében a Top 10-es lista előkelő helyezését érte el, majd a Hands Up című 1982-ben Új Zélandon 1. helyezést kapott, és nyolc héten át vezette a listát. Franciaországban a You’re OK - Francia nyelven T’es Ok - egyike volt minden idők legjobban fogyó kislemezének. A dalt a duó francia és angol nyelven is rögzítette.
Miután Patrick Baptiste elhagyta a csapatot, új formációt alapított Pam'n Pat néven, bár kevés sikert értek el. Később visszatért a csapatba. A kanadai Sway zenekar 1988-ban feldolgozta a Hands Up című dalt és 7. helyet ért el Kanadában.
Magyarországon is született egy átirat Kovács Kati Hol vagy Józsi című dala, melynek eredeti verziója a Hands Up (Give Me Your Heart) című dal volt 1982-ben.

## Diszkográfia

### Kislemezek
| Év   | Dal                                   | Legmagasabb helyezés | Legmagasabb helyezés | Legmagasabb helyezés | Legmagasabb helyezés | Legmagasabb helyezés | Legmagasabb helyezés | Legmagasabb helyezés | Album         |
| Év   | Dal                                   | [ 3 ]                | [ 7 ]                | [ 8 ]                | [ 9 ]                | [ 10 ]               | [ 11 ]               | [ 12 ]               | Album         |
| ---- | ------------------------------------- | -------------------- | -------------------- | -------------------- | -------------------- | -------------------- | -------------------- | -------------------- | ------------- |
| 1979 | "D.I.S.C.O."                          | 2                    | 2                    | 1                    | 2                    | 1                    | 4                    | 2                    | D.I.S.C.O.    |
| 1980 | "You’re OK"                           | 56                   | 17                   | —                    | —                    | —                    | —                    | —                    | D.I.S.C.O.    |
| 1980 | "Shalalala Song"                      | —                    | 73                   | —                    | —                    | —                    | —                    | —                    | D.I.S.C.O.    |
| 1980 | "Hello Rio!"                          | —                    | —                    | —                    | —                    | —                    | —                    | —                    | D.I.S.C.O.    |
| 1980 | "Haut Les Mains (Donne-Moi Ton Cœur)" | —                    | —                    | —                    | 32                   | —                    | —                    | —                    | Nem album dal |
| 1981 | "Hands Up (Give Me Your Heart)"       | 3                    | 2                    | 5                    | 4                    | 1                    | 3                    | 1                    | Ottawan 2     |
| 1981 | "Crazy Music"                         | —                    | 26                   | —                    | —                    | —                    | 19                   | —                    | Ottawan 2     |
| 1981 | "La Siest’ Avec Toi "                 | —                    | —                    | —                    | 23                   | —                    | —                    | —                    | Nem album dal |
| 1981 | "Help! (Get Me Some Help)"            | 49                   | —                    | —                    | —                    | —                    | —                    | —                    | D.I.S.C.O.    |
| 1981 | "It’s A Top Secret"                   | —                    | —                    | —                    | —                    | —                    | —                    | —                    | Ottawan 2     |
| 1982 | "Fais Chanter Le Juke-Box"            | —                    | —                    | —                    | —                    | —                    | —                    | —                    | Nem album dal |
| 1989 | "Megamix"                             | —                    | —                    | —                    | —                    | —                    | —                    | —                    | Nem album dal |

### Albumok
| Év   | Cím        | Legmagasabb helyezés | Legmagasabb helyezés |
| Év   | Cím        | [ 7 ]                | [ 7 ]                |
| ---- | ---------- | -------------------- | -------------------- |
| 1980 | D.I.S.C.O. | 30                   | —                    |
| 1981 | Ottawan 2  | —                    | 18                   |

### Válogatások
| Év   | Cím                      | Legmagasabb helyezés | Legmagasabb helyezés |
| Év   | Cím                      | Németország          | Ausztria             |
| ---- | ------------------------ | -------------------- | -------------------- |
| 1981 | The Best Of Ottawan      | —                    | —                    |
| 1988 | Ottawan                  | —                    | —                    |
| 1992 | Hands Up                 | —                    | —                    |
| 1992 | The Very Best Of Ottawan | —                    | —                    |
| 1993 | Les Megatubes            | —                    | —                    |
| 1996 | Greatest Hits            | —                    | —                    |

## Külső hivatkozások
- Rövid, angol nyelvű ismertető
- Videó: D. I. S. C. O.
- Videó: Haut les mains
- Videó: Help! (Get Me Some Help)